# 팽방
　흥왕사(興王寺) 팽공 방(彭公房)이 내한(內翰) 미수(眉叟) 이인로(李仁老)의 아들을 보았는데, 나이가 열두 살이었다. 시를 지어 보게 한 다음 칭찬을 계속하고서, 이 시를 지어 주다.
조각구름 같은 검은 머리카락 이마 덮어 참신한데
번개 같은 두 눈빛 차갑고도 사납게 쏘아 보네
팽공의 감식안은 참으로 하늘의 눈이라서
정수리 쓰다듬으며 “하늘 기린이다”라고 하였네
한 편의 막 지은 시는 비바람처럼 빠른데
만 길의 웅장한 기운은 강과 바다처럼 출렁거리네
봉황과 난새 새끼는 특이한 털이 있고
옥 같은 샘물에는 평범한 흐름이 없다네
어찌 꼭 왕발(王勃)의 집에만 삼형제가 있겠는가
이미수가 낳은 아기 쪽풀보다 더 푸르다네
은근히 이미수(李眉叟, 이인로)에게 치하를 하자니
“도리어 자네 아들과 이야기하는 것만 못하다”라고.
<동인지문오칠 7권>
興王寺彭公房見李眉叟內翰子年十二使之賦詩歎賞不已贈之
片雲紺髮覆額新. 雙電光寒猛射人. 彭公鑑識眞天眼. 撫頂云是天騏驎. 一篇新詩風雨快. 萬丈雄氣江海溢. 鳳子鸞雛有異毛. 瑤泉玉水無凡泒. 何必王家■■
三. 迺翁生兒靑出藍. 殷勤寄謝李眉叟. 不如環與阿戎■.
<東人之文五七 卷之七 平章 李奎報-興王寺 彭公房>